# Мюррей, Кеннет
Кеннет Мюррей (англ. Kenneth Murray; 30 декабря 1930, Ист-Ардсли, Йоркшир, Великобритания — 7 апреля 2013, Эдинбург, Великобритания) — британский молекулярный биолог, сэр. Был членом Королевского Общества. Известен тем, что его команда разработала (впервые методом генной инженерии) вакцину от гепатита Б, один из основателей компании Biogen. Преподавал в Эдинбургском университете, возглавлял благотворительный траст, действующий в интересах молодых учёных.

## Биография
Родился в Йоркшире, но затем семья переехала. Вырос в регионе Мидлендс в Англии. В шестнадцать лет бросил школу и стал работать в лаборатории. Затем получил степень по химии и PhD по микробиологии в Университете Бирмингема.

## Личная жизнь
Жена учёного Норин скончалась в возрасте 76 лет в 2011.